# Parafia św. Michała Archanioła w Pawlikowicach
Parafia Świętego Michała Archanioła w Pawlikowicach – parafia należąca do dekanatu Wieliczka Wschód archidiecezji Krakowskiej. Erygowana w 1951. Mieści się pod numerem 1.
Obecnie proboszczem jest ks. Piotr Bieniek CSMA, Michalita.

## Poprzedni proboszczowie
do 2017 ks. Roman Tupaj CSMA, michalita
od 25.07.2010 do 18.07.2011 - ks. Eugeniusz Dziedzic CSMA, michalita.
do 17.07.2010r - ks. Czesław Knebel CSMA, michalita.

## Galeria

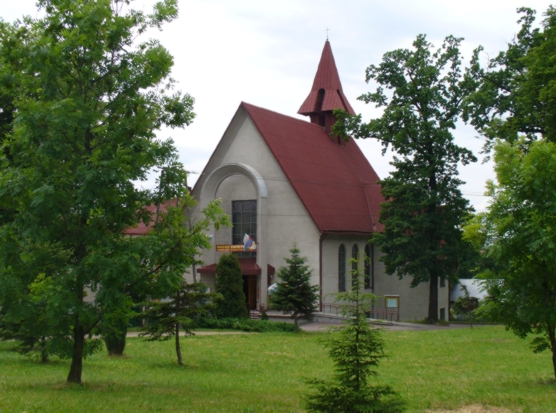
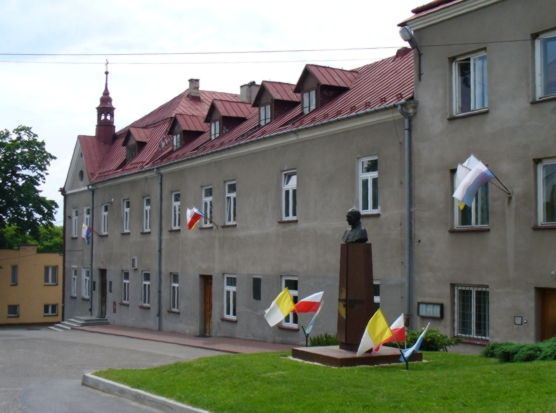
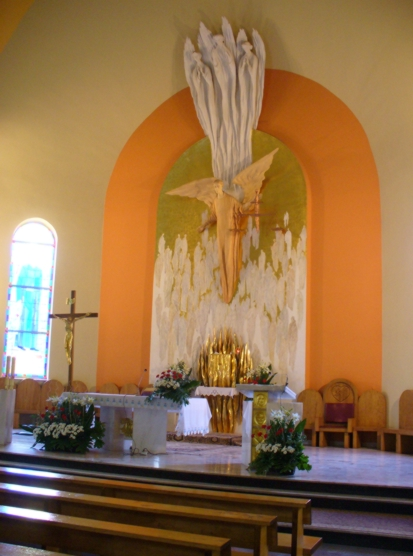
Wnętrze kościoła
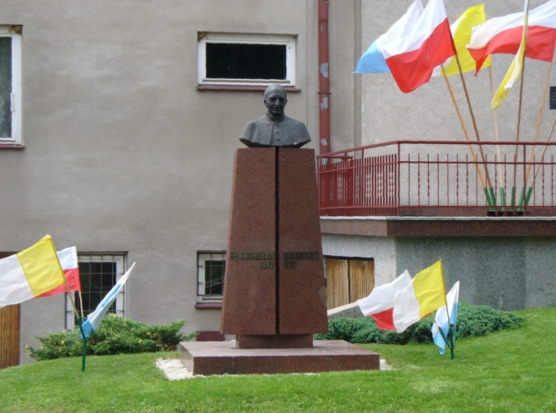
Pomnik Bronisława Markiewicza